# Anticatalanisme

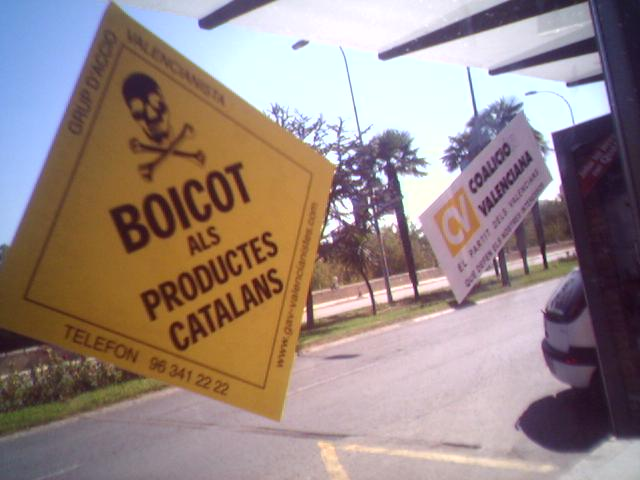
Autocollant du Grup d'Accio Valencianista appelant au boycott des produits catalans.

L'anticatalanisme ou catalanophobie est une forme de xénophobie dirigée à l'encontre des Catalans ; il peut s'agir d'un rejet de leur langue, de leur culture et/ou du catalanisme, considéré comme séparatiste par rapport à l'Espagne.

## Histoire

### Origines et antécédents
On fait généralement remonter les origines de l'anticatalanisme au XVIIe siècle, vers le même moment, dans la principauté de Catalogne, d'une série de révoltes en opposition à l'Espagne des Habsburgs espagnol (Guerre des faucheurs entre 1640 et 1659). Sont anticatalans, entre autres, l'attitude hostile envers la région du roi Philippe IV et de son proche conseiller, Gaspar de Guzmán, comte d'Olivares, et divers propos xénophobes fustigeant les Catalans tenus par le célèbre écrivain de Castille, Francisco de Quevedo y Villegas,,,.
À la suite de la Guerre de Succession d'Espagne (1701-1704), les territoires ayant pris parti pour Charles de Habsbourg, notamment la plus grande partie de la Couronne d'Aragon dont la principauté de Catalogne, subissent les représailles du vainqueur Philippe de Bourbon, petit-fils de Louis XIV, qui impose un modèle d'État centraliste inspiré du modèle français.
Les Décrets de Nueva Planta sont publiés à partir de 1707 (le décret relatif à la Catalogne ne le sera que le 16 janvier 1716). Ils suppriment les privilèges juridiques (fors) et institutions historiques de ces territoires et instaurent le castillan comme langue unique de l’administration, au détriment de l’aragonais et du catalan (parlé dans la principauté de Catalogne, au royaume de Valence et au royaume de Majorque). Le catalan reste cependant la langue commune, le castillan connu seulement d'une petite minorité en Catalogne,. Au Pays valencien, au contraire, un processus de substitution du valencien (variante locale du catalan) a été entamé par la noblesse dès le XVIe siècle, qui s'étendra par la suite aux classes proches de la bourgeoisie mercantile, spécialement dans les grandes villes de la région.
Au XIXe siècle, l'économie espagnole était en grande partie dominée par la production agricole (agrumes au Pays valencien et en Andalousie, céréales en Castille, etc.) destinés à la vente sur les marchés européens et dans ces régions la bourgeoisie, appuyée par l’État central, était favorable à la politique libre-échangiste. Au contraire, la bougeoisie catalane était en grande partie industrielle et productrice de textiles, donc intéressée par des droits de douane importants lui permettant de dominer le marché intérieur espagnol. Ce combat mobilise toutes les classes de la société catalane, et la bourgeoisie se sert du catalanisme afin de faire valoir ses prétentions et finit par porter ses fruits entre la fin du siècle et le début du siècle suivant,,. Cette lutte crée « dans le reste de l'Espagne l'image d'une Catalogne égoïste et intéressée, décidée à parvenir à ses fins même à dépens de tout intérêt espagnol »,.

### Formes modernes

#### La Restauration bourbonnienne
La période de la Restauration connaît l’émergence du catalanisme et la « question catalane » émerge au premier plan de la vie politique du régime.
En dehors de Catalogne, notamment à Madrid, la presse se montre très majoritairement hostile au catalanisme. En particulier, le journal conservateur ABC mène « des campagnes contre la Catalogne, et ce depuis sa naissance en 1905, [qui] influenceront de façon décisive l'anticatalanisme de l’opinion madrilène ».
Au début du XXe siècle, la presse militaire de l’époque regorge d’articles manifestant une opposition au catalanisme, considéré comme une menace rétrograde et une provocation insolente contre la patrie.
En novembre 1905 ont lieu les incidents du ¡Cu-Cut!, au cours duquel des militaires de Barcelone prennent d’assaut les locaux des revues catalanistes ¡Cu-Cut! et La Veu de Catalunya, en réaction à une vignette humoristique, publiée deux jours auparavant dans ¡Cu-Cut!, ironisant sur les défaites de l’Armée espagnole et que les militaires jugèrent injurieuse. 46 personnes sont blessées, certaines gravement.
La presse militaire exalta les saccages entrepris. Un article d’El Ejército Español daté du 27 novembre affirmait « L'attitude des catalanistes, qui ne sont pas autre chose que des traîtres à la Patrie, a provoqué un généreux mouvement de protestation et d’indignation ». Le lendemain, La Correspondencia Militar publia un article commençant par « Hourra! Hourra! Hourra! Pour la garnison de Barcelone. Enfin, l’armée a déchiré le torchon sale de conventionnalisme avec lequel la tolérance couvrait un délit de lèse Patrie. » et compare les catalanistes à des « chiens mal éduqués ».
Aucun des assaillants ne fut interpelé ni condamné. Il reçurent a posteriori le soutien du roi et des autorités, et la presse catalaniste ou écrite en catalan fut réprimée à la suite des évènemenents,.

#### La dictature de Primo de Rivera
Miguel Primo de Rivera mena une politique ouvertement hostile au catalanisme, dont le supposé péril sécessioniste avait constitué l'un des motifs allégués au coup d'État.

#### Franquisme
Le franquisme (1939-1975) mena une politique ouverte de prohibition et de persécution dirigée contre les langues et cultures régionales, particulièrement en Catalogne. De nombreux militants et hommes politiques catalanistes, notamment le président du gouvernement catalan, Lluís Companys qui a été exécuté, ont souffert la prison, la torture ou la mort à cause de leurs convictions politiques catalanistes.
L'instauration du régime est accompagnée d'un exil d'un grand nombre de militants et d'intellectuels. Après une phase initiale particulièrement dure, le régime se montre plus permissif à partir des années 1960, et des publications en langue catalane sont de nouveau autorisées ainsi que l'utilisation de la langue dans certains textes officiels en Catalogne.

#### Anticatalanisme au Pays valencien
Au début du XXe siècle, le blasquisme, mouvement populiste républicain valencien mené par Vicente Blasco Ibáñez, adopte une rhétorique anticatalaniste, qui sera récurrente dans son discours,. Il accuse le nationalisme catalan d'être au service de la bourgeoisie catalane.
On attribue au poète et sculpteur valencien Josep Maria Bayarri l'une des premières formulations explicites de l'anticatalanisme moderne, avec la publication en 1931 de El perill català (« Le Péril catalan »).
Au Pays valencien, la période de la Transition démocratique (1976-1983) fut marquée par l’apparition d'un mouvement politico-idéologique radicalement anticatalaniste nommé blavérisme, marquant profondément le panorama culturel et politique de la région.